# Fachdidaktik
Fachdidaktik bezeichnet die wissenschaftlichen Disziplinen, deren Forschungs-, Lehr- und Entwicklungsgegenstände fach- bzw. domänenspezifische Lern- und Lehrprozesse sind.
Fachdidaktiken sind im deutschsprachigen Raum meistens den Schulfächern zugeordnet, etwa als Physikdidaktik, Geschichtsdidaktik oder Sportdidaktik. Daneben gibt es aber auch Didaktiken, die mehrere Fächer zusammenfassen, sogenannte „Bereichsdidaktiken“ wie z. B. die Verkehrsdidaktik, die Didaktik der Sozialwissenschaften, die Naturwissenschaftsdidaktik oder die Fremdsprachendidaktik. Weitere behandeln nur bestimmte Aspekte eines Faches wie etwa die Literaturdidaktik oder die Sprachdidaktik.

## Stellung im Wissenschaftssystem
Den Begriff der Fachdidaktik (statt bloßer Methodik) benutzte zuerst der Mathematikdidaktiker Walther Lietzmann um 1921.
Das Verständnis der Fachdidaktiken, die nur den Schulfächern zugeordnet bzw. von ihnen abgeleitet werden, ist durch ihre Entstehung aus Fachmethodiken heraus zu erklären, heute aber überholt. Im Zuge der Verwissenschaftlichung vieler Fachdidaktiken zu (Teil-)Disziplinen mit eigenen Forschungsfeldern ist diese herkömmliche Bindung zunehmend einer eigenständigen Begründung der Gegenstandsbereiche gewichen. Insbesondere seit der Debatte um Bildungsstandards und Kompetenzen und der zunehmenden „empirischen Wende“ fachdidaktischer Forschung (vgl. Heinrich Roth) lässt sich auch argumentieren, dass Schulfächer ihrerseits „lediglich“ zufällig-kontingente organisatorische Einheiten sind, welche mehr oder weniger entlang systematischer oder pragmatischer Definitionen von Wissensbereichen und/oder „Domänen“ der Welterschließung definiert sind. In diesem Sinne lassen sich Fachdidaktiken auch verstehen als domänenzentrierte Wissenschaftsdisziplinen, welche Bedingungen, Logiken, Formen etc. „fach-“ bzw. „domänenspezifischen“ Lernens erforschen und auf der Basis dieser Forschungen lehren (vor allem in der Lehrerbildung). Didaktische Tätigkeiten und Prozesse sind auch außerhalb der Schule zu untersuchen, etwa in Museen, Ausstellungen, Gedenkstätten oder in der Gamification von Informationen für spezielle Zielgruppen (Naturwissenschaftslernen in Sciencezentren wie dem Universum Bremen, Gesundheitserziehung für Senioren).
Fachdidaktiken sind im modernen Verständnis weder Ableitungen oder Umsetzungs- oder Anwendungsdisziplinen „ihrer“ Fachwissenschaft („Abbilddidaktik“) noch fachliche Spezifizierungen der „Allgemeinen Didaktik“. Sie werden eher als eigene Disziplinen angesehen, welche in engem Bezug zu verschiedenen Nachbarwissenschaften stehen. Dies sind neben den Fachwissenschaften die „Allgemeine“ Erziehungswissenschaft und Allgemeine Didaktik, die Entwicklungs- und Lernpsychologie sowie Bereiche wie die Sozialisationsforschung etc.
In der früher vorherrschenden „Abbilddidaktik“ war es die Hauptaufgabe der Fachdidaktik, fachwissenschaftliche „Inhalte“ (oder „Gegenstände“) auszuwählen und adressatengerecht aufzubereiten. Entsprechend lag die wissenschaftliche Aufgabe vieler Fachdidaktiker darin, Schulbücher zu schreiben. Zwar gehört es weiterhin zu den wichtigen Aufgaben der Fachdidaktiken, Curricula und Lehr-/bzw. Lernziele für fachliche/domänenspezifische Lernprozesse zu reflektieren und zu begründen sowie Prinzipien und Formen ihrer Thematisierung und Methodisierung zu erarbeiten und zu evaluieren. Für diese Aufgaben bleiben die von der jeweiligen Fachwissenschaft erforschten und bereitgestellten Wissensbestände eine unverzichtbare Grundlage. Ziele, Gegenstände, Medien und Methoden der Wissensvermittlung werden jedoch nicht vornehmlich in Abhängigkeit zur Fachwissenschaft, sondern mit Blick auf die Funktionen und Formen des fach- oder domänenspezifischen Wissens und Könnens für die Lernenden in ihrem gegenwärtigen und zukünftigen Leben reflektiert.
In diesem Sinne greifen viele Fachdidaktiken heutzutage in ihrem Forschungs- wie Lehrinteresse über die Schulfächer und die Lehrerbildung hinaus und widmen sich der Erforschung von Funktionen und Formen des gesellschaftlichen Gebrauchs fachlichen/domänenspezifischen Wissens, der Prozesse fachbezogener gesellschaftlicher Kommunikation sowie in Lehre auch der (Aus-)Bildung außerschulischer „Vermittler“. Auch verstehen sich einige Fachdidaktiken inzwischen als Reflexionsinstanzen, welche auch die wissenschaftliche Behandlung „ihrer“ Domäne durch die Fachwissenschaften reflektieren. Dieses Verständnis liegt auch in der Idee der Wissenschaftsdidaktik vor.

## Wolfgang Klafkis Sicht auf Fachdidaktik
Mit Fachdidaktik aus der Perspektive der Allgemeinen Didaktik befasste sich u. a. 1985 Wolfgang Klafki. Bei ihm ist Fachdidaktik noch zentral auf Schulfächer bezogen:
Das Untersuchungsobjekt der Fachdidaktik ist die Planung, Durchführung und Analyse des Unterrichtens und Berichtens im jeweiligen Unterrichtsfach. Sie:
- beschreibt den historischen Gang ihres Faches,
- erforscht, reflektiert und begründet alle Aspekte des Unterrichts im jeweiligen Fach,
- erkundet den tatsächlich stattfindenden Unterricht und seine Ergebnisse,
- führt in die Praxis des Unterrichtens ein und
- entwickelt und überprüft in der Praxis Unterrichtsmodelle.

## Fachdidaktische Studienanteile
Fachdidaktik ist ein wesentlicher Anteil im Lehramtsstudium an Hochschulen im deutschsprachigen Raum. Struktur und Umfang dieser Studien wie auch die inhaltliche Ausrichtung sind jedoch sowohl zwischen den Universitäten und den Pädagogischen Hochschulen sowie zwischen den einzelnen Hochschulen als auch unter den verschiedenen Fächern sehr unterschiedlich. Fachdidaktische Studienanteile sind zwar in den auf den Lehrerberuf vorbereitenden Studiengängen und im Zusammenhang mit den gewählten Fächern obligatorisch, die Angebote an den Universitäten sind jedoch außerordentlich unterschiedlich und variieren zwischen „nicht vorhanden“ und einem wissenschaftlichen, forschungs- und empiriebasierten Angebot. Inzwischen gibt es vermehrt Schulpraktika und Praxissemester für Lehramtsstudenten, die auch fachdidaktisch betreut werden. Die Fachdidaktik nimmt in der zweiten Ausbildungsphase, im Vorbereitungsdienst bzw. Fachseminar, einen noch gewichtigeren Raum ein. Dabei gibt es auch Kontroversen und sich widersprechende Ansätze, da es „die“ Fachdidaktik im Sinne einer verbindlichen Methodenlehre nicht gibt und geben kann.
Die verschiedenen Fachdidaktiken sind neben der methodischen Herangehensweisen auch inhaltlich, abhängig von den Fachgegenständen, sehr unterschiedlich und dementsprechend in ihrer entsprechenden Ausprägung genauer zu betrachten.

## Aktuelle Trends
Fachdidaktik kann als metawissenschaftliche Disziplin betrachtet werden, die erst auf der Grundlage einer fachlichen Disziplin („Fach“) entwickelt werden kann. Doch zeigen sich allgemeindidaktische Trends, die in ähnlicher Ausprägung in ganz verschiedenen Fachdidaktiken auftreten. Zum Beispiel spielen gegenwärtig sowohl in der Fremdsprachendidaktik als auch in der Didaktik der naturwissenschaftlichen Fächer konstruktivistische Prinzipien eine große Rolle; sie kommen in didaktischen Konzepten wie Handlungsorientierung und Lernorientierung zum Ausdruck. Eine methodische Umsetzung des konstruktivistischen Ansatzes in der Praxis liefert die im Französischunterricht entwickelte und auf alle Fächer übertragbare Methode Lernen durch Lehren. Insgesamt werden im methodischen Bereich eklektische Konzepte gegenüber geschlossenen Modellen bevorzugt (siehe auch Liste der Unterrichtsmethoden).
Eine weitere aktuelle Entwicklung ist die Herausbildung einer „Allgemeinen Fachdidaktik“, in deren Beschreibung sowohl das Gemeinsame der Fachdidaktiken (z. B. Absetzung von den jeweiligen Fachwissenschaften, Orientierung an einem Bildungsbegriff, Erarbeitung von Kompetenzmodellen usw.) als auch das sie fachlich Unterscheidende in Umrissen sichtbar wird. Lernen im Fach und am Fach können dabei so unterschieden werden, dass sich ein gemeinsames Selbstverständnis der Fachdidaktiken in Bezug auf den intendierten Beitrag zu einer allgemeinen Bildung abzeichnet.

## Lehrer als Fachdidaktiker nach Kösel
Der Lehrer ist nach der – keineswegs allgemein anerkannten und wenig rezipierten – Subjektiven Theorie von Edmund Kösel († 2023) als Fachdidaktiker auf folgende Dimensionen hin zu beschreiben:
Der Lehrer
- konstruiert eine Struktur der Sache aufgrund des Wissens um die Sache (Wissensarchitektur, didaktische Epistemologie) und um das Wissen seiner eigenen Wissensstruktur (Wissensbiographie).
- interpretiert zwischen der erstellten Struktur der Sache (Wissensarchitektur), seiner eigenen Struktur (Wissensbiographie), seiner didaktischen Vermittlungsstrategie, der Struktur der Chreoden (Kösel) der Lerner (subjektive Wissenslogiken, subjektive Hirnstrukturen), der medialen und symbolischen Brücken.
- wirkt inmitten einer staatlich geprägten Lernkultur.

Daraus leiten sich folgende Forschungsbereiche und Fragestellungen für die Fachdidaktiken ab:
1. Theorien über gesellschaftliches Bewusstsein von Bildung, über Anthropologie und Didaktik
2. Wissensarchitekturen innerhalb einer Fachdidaktik (Wissenskonzepte, Wissensarten, Wissenslogiken, Wissenskontexte und Wissensfelder): Wie bereitet die jeweilige Fachdidaktik die Lernenden angesichts einer sich stark verändernden Lebenswelt auf eine kognitive Leistungsfähigkeit vor? Welche Wissensarchitektur entwickelt eine Fachdidaktik (Konstruktion, Negation und Ausschluss von Wissen, Elemente der Wissenskonstruktion)?
3. Welche subjektiven Konstruktionen nimmt der Lehrer vor (Wissensbiographie, Wissenskonstruktionen aufgrund eigener Persönlichkeitsdominanzen)?
4. Welche Bewusstseins- und Verhaltenstrukturen gibt es bei Lernenden (spezifische Bewusstseinsstrukturen im Bereich des Lernens, wie z. B. Repräsentationstypen, Bewusstseins- und Verhaltensstrukturen)? Wie geht eine Fachdidaktik auf die Bewusstseinsstrukturen von Lernenden ein?
5. Welche fachdidaktischen Vermittlungs-Medien passen für welche Typen von Lernenden (Repräsentationsdominanzen, Profile von verschiedenen Denk- und Wahrnehmungsweisen bei Lernenden, die topologische Darstellung der Sachstruktur)?
6. Welche Handlungstheorien besitzt die jeweilige Fachdidaktik?
7. Welche Lehr- und Lernstrategien sind für die jeweilige Fachdidaktik relevant?

Armin Bernhard und Andreas Gruschka kritisieren an Kösel dessen Auflösung des Unterrichts in reine Selbstthematisierung der Lehrer und die Vernachlässigung des zentralen Vermittlungsgeschäfts.

## Das Theorie-Praxis-Problem
Besonders akut stellt sich das in allen Wissenschaften vorhandene Theorie-Praxis-Problem für die Fachdidaktik. Pädagogische Hochschulen verfügten bis zu ihrer Integration in Universitäten (nicht überall) über lange erprobte fachdidaktische Konzepte in der Lehrerbildung, doch fehlte bis in die 1970er Jahre der theoretische Bezugsrahmen. Dann wurde die Fachdidaktik erheblich ausgeweitet, um die Lehrer auf die Realität ihres Berufes besser vorzubereiten. Die fachwissenschaftliche Theorie sollte durch den fachdidaktischen Praxisbezug ergänzt werden. Bundesweit wurden Fachdidaktikerstellen an den Hochschulen geschaffen und mit besonders qualifizierten Praktikern oder engagierten Habilitierten besetzt. Allerdings entwickelten die Neuberufenen eine lebhafte Theoriebildung, um inneruniversitär Anschluss an die angesehenen Fachwissenschaften zu finden. Dieser Schritt in die Abstraktion verlief vielfach auf Kosten des Praxisbezuges, was an der gelegentlichen Abgrenzung der Fachdidaktik gegenüber der Methodik abzulesen ist, besonders ausgeprägt in der Geschichtsdidaktik. So war die Fachdidaktik in den letzten dreißig Jahren nur beschränkt in der Lage, einerseits Anschluss an die etablierten Wissenschaften zu finden, andererseits die Lehramtsstudenten und Praktiker zufriedenzustellen.
Das Theorie-Praxis-Problem ist neuerdings wieder aufgegriffen worden:
Die Auffassung, dass eine gute Theorie auch eine gute Praxis nach sich ziehe und umgekehrt, ist nach Edmund Kösel ein Trugschluss. Viele junge Lehrer, die gerade die theoretische Ausbildung an den Hochschulen hinter sich haben, fallen in ein tiefes Loch (Praxisschock), wenn sie plötzlich einer Klasse und einem Lehrerkollegium gegenüberstehen. Dort herrschen ganz andere Gesetze und Normierungen, als es gelehrt worden ist. Das Versprechen, eine gute Theorie die sei die beste Grundlage für didaktisches Handeln, erweist sich zu diesem Zeitpunkt als falsch. Theorie wird zur Reflexion und Beschreibung eines Phänomens gebraucht, didaktisches Handeln wird aber aus einer Vielzahl anderer, teilweise zufälliger Faktoren bestimmt, die die Theorie kaum erfassen kann. Fachdidaktik kann sich also nicht nur auf die Struktur der Sache beziehen. Wichtig ist auch eine Handlungstheorie, die die vielen Faktoren des Schulalltags und das entsprechende Handeln des Lehrers und des Lernenden inmitten einer gesellschaftlichen Bewährung einer Fachdidaktik berücksichtigt.
Inzwischen werden unter Berücksichtigung der psychologischen Forschung allerdings auch andere Fassungen des „Theorie-Praxis-Problems“ diskutiert, die die darin liegende strenge Unterscheidung der beiden Begriffe kritisch hinterfragen und gerade im Kontext der Lehrerbildung ein integrales Verständnis von „Theorie“ und „Praxis“ als tauglicher ansehen.

## Die einzelnen Fachdidaktiken
- Didaktik der Mathematik, Informatik, Naturwissenschaften und Technik:
  - Biologiedidaktik
  - Chemiedidaktik
  - Mathematikdidaktik
  - Physikdidaktik
  - Informatikdidaktik
  - Geographiedidaktik
  - Sachunterrichtsdidaktik
  - Technikdidaktik

- Didaktik der Sprachen und Literaturen
  - Sprachdidaktik
  - Literaturdidaktik
  - Didaktik des Deutschen
  - Fremdsprachendidaktik
  - Fachdidaktik der Alten Sprachen: siehe Altsprachlicher Unterricht, Lateinunterricht, Griechischunterricht, Hebräischunterricht

- Geschichtsdidaktik
- Didaktik der Philosophie
- Mediendidaktik
- Religionspädagogik, Religionsdidaktik
- Musikdidaktik
- Kunstpädagogik
- Sportdidaktik

- Arbeitslehredidaktik
- Didaktik der Gesellschaftswissenschaften oder Gesellschaftslehre
  - Politikdidaktik
  - Psychologiedidaktik
  - Rechtsdidaktik
  - Wirtschaftsdidaktik